# Cassis (gênero)
Cassis (nomeado, em inglêsː helmet -sing.; na tradução para o portuguêsː "capacete" -sing.) é um gênero de moluscos gastrópodes marinhos predadores pertencente à família Cassidae. Foi classificado por Johannes Antonius Scopoli, em 1777, quando apenas três espécies, Cassis cornuta, sua espécie-tipo, Cassis flammea e Cassis tuberosa (denominada búzio ou buzo, no Brasil; utilizada como instrumento de sopro, para comunicação), haviam sido descritas por Carolus Linnaeus, em 1758; todas então no gênero Buccinum. Sua distribuição geográfica abrange os oceanos Atlântico, Índico e Pacífico ˞Ocidental, notadamente em costas rasas de clima tropical. As espécies podem ter suas conchas usadas como objeto de decoração, esculpidas em camafeus ou ter sua carne como fonte de alimentação. As dimensões de conchas das 11 espécies variam de pouco mais de 2 centímetros a mais de 40 centímetros.

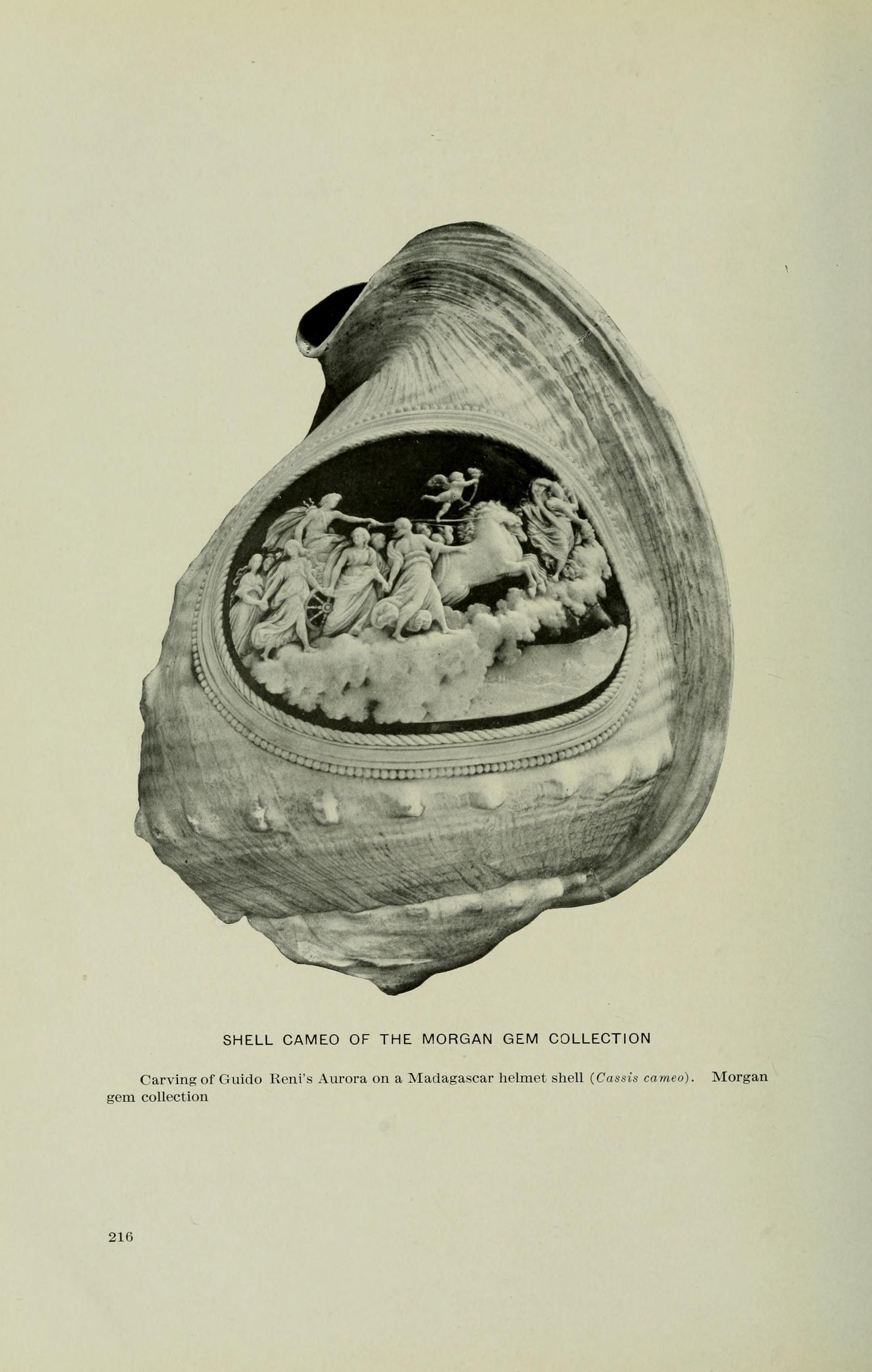
Camafeu esculpido em uma concha de Cassis madagascariensis Lamarck, 1822.

## Espécies deCassis
De acordo com o World Register of Marine Species.
Cassis abbotti Bouchet, 1988
Cassis cornuta (Linnaeus, 1758) - Espécie-tipo
Cassis fimbriata Quoy & Gaimard, 1833
Cassis cornuta (Linnaeus, 1758)
Cassis flammea (Linnaeus, 1758)
Cassis kreipli H. Morrison, 2003
Cassis madagascariensis Lamarck, 1822
Cassis nana Tenison Woods, 1879
Cassis norai Prati Musetti, 1995
Cassis patamakanthini Parth, 2000
Cassis tessellata (Gmelin, 1791)
Cassis tuberosa (Linnaeus, 1758)

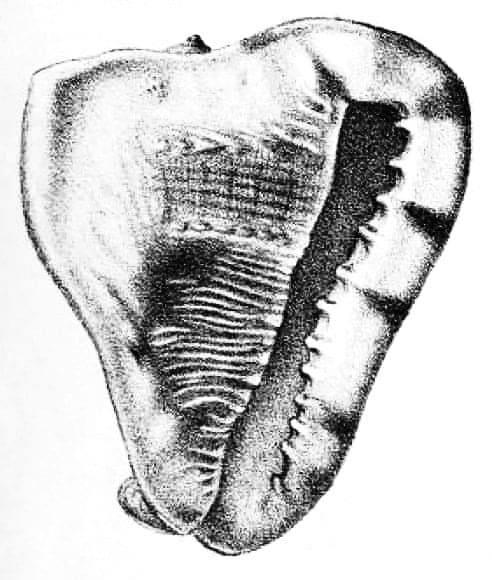
Vista inferior da concha de Cassis tuberosa (Linnaeus, 1758); ilustração retirada de George W. Tryon, Jr.; Manual of Conchology, Structural and Systematic: With Illustrations of the Species (1885). Vol. VII; Cassidae - Plate 2; figure 51.